# John Edwards
Johnny Reid Edwards (født 10. juni 1953 i Seneca, South Carolina) blev i 1998 valgt som senator i USA for staten North Carolina hvor han opstillede imod den siddende republikanske senator Lauch Faircloth. Demokraternes vicepræsidentkandidat ved præsidentvalget i 2004. Han var blandt kandidaterne til nomineringen som præsidentkandidat ved valget i 2008, men trak sig ud 30. januar 2008 efter flere klare valgnederlag til Hillary Clinton og Barack Obama.

## Baggrund og familie
John Edwards er søn af en tekstilarbejder, og han var den første i familien, der kom på universitetet. Han studerede først virksomhedsledelse, men besluttede sig senere for juraen med en fornem eksamen fra University of North Carolina som resultat.
John Edwards har været gift i over 25 år med den fire år ældre Elizabeth Anania og er far til fire børn. Parret har ved flere lejligheder fortalt, at de hvert år fejrer deres bryllupsdag med et måltid hos burgerkæden Wendys, fordi det var der de var på date første gang.
Da den ældste søn, Wade, 16 år, i 1996 døde ved en trafikulykke undervejs til et besøg hos forældrene i deres sommerhus ved kysten, ændredes livet for John Edwards. Edwards har selv fortalt, at han blev hjemme i seks måneder, og hans hustru Elizabeth Anania stoppede med at arbejde. I den periode besluttede han sig for at gå ind i politik.
Elizabeth oprettede en fond, som giver legater til studerende i sønnens navn.
I marts 2007 meddelte parret, at Elizabeth Edwards' kræftsygdom var vendt tilbage, men at John Edwards desuagtet ville fortsætte bestræbelserne for at blive demokratisk præsidentkandidat.

## Advokaten Edwards
John Edwards skabte sin personlige formue på anslået over 20 millioner dollars, ved at arbejde som advokat i erstatningssager, hvor han var specialist i at føre den lille mands sag imod læger og de store magtfulde virksomheder.
Den måske bedst kendte sag endte med en erstatning på 25 mio. dollars til en lille pige, der havde fået grusomme kvæstelser, fordi udsugningen fra en svømmepøl var defekt. Fabrikanten tilbød først 17 mio. dollars, men den ambitiøse advokat holdt ud, og nævningene tilkendte pigen endnu mere.

## Politikeren Edwards
John Edwards blev valgt til det amerikanske senat i 1998. I en valgkamp, som i høj grad var selvfinansieret, slog han den siddende republikanske senator Lauch Faircloth. John Edwards fik 51% mod Faircloths 47%. Det var fjerde gang i træk at pladsen i North Carolina skiftede parti. 
Valget af en demokrat i en konservativ sydstat gjorde Edwards til en stjerne i det demokratiske parti og i 2000 overvejede Al Gore at vælge Edwards som vicepræsidentkandidat, men valget faldt i sidste ende på den konservative senator Joe Lieberman fra Connecticut.

## Præsidentvalget 2004
John Edwards forsøgte selv at blive valgt til demokraternes præsidentkandidat i 2004 og han var den eneste kandidat, foruden John Kerry, der vandt primærvalg i mere end en stat. Edwards vandt sin fødestat South Carolina, sin hjemstat North Carolina og kom desuden meget tæt på sejren i Oklahoma, Georgia og Wisconsin. John Kerry vandt nomineringen og Edwards blev hans "running mate" som vicepræsidentkandidat. De tabte valget i november 2004 til George W. Bush og Dick Cheney.
John Edwards var kun medlem af senatet i én periode, da han valgte ikke at genopstille i 2004, i stedet valgte han at støtte præsident Clintons tidligere stabschef Erskine Bowles, der tabte til det republikanske kongresmedlem Richard Burr.
John Edwards sammenlignes gerne med John F. Kennedy for sit ungdommelige udseende (lidt en svigermors drøm), med Ronald Reagan for hans gå-på-mod og optimisme, samt med Bill Clinton for hans evne til at snakke med og til folket.[kilde mangler]

## Ekstern henvisning
- En ven af folket? Arkiveret 8. juli 2004 hos  Wayback Machine en kommentar af David Gress fra Cepos.
- John Edwards eget site
- DR – Edwards varmede op for Kerry

1. ↑  Navnet er anført på svensk og stammer fra Wikidata hvor navnet endnu ikke findes på dansk.